# Nícocles de Pafos
Nícocles (en grec antic: Νικοκλῆς, llatí: Nīcŏclēs) va ser rei de Pafos (Xipre) durant el període que va seguir la mort d'Alexandre el Gran.
Va ser aliat de Ptolemeu I Soter contra Antígon el Borni, aliança que va durar fins al 310 aC. Llavors, Nícocles, alarmat pel creixent poder egipci sobre l'illa, va entrar en contacte amb Antígon. Ptolemeu va enviar a Pafos a Argeu i Cal·lícrates, que van envoltar el palau de Nícocles i li van ordenar de suïcidar-se. Nícocles es va mirar d'explicar, però finalment es va haver de matar. El seu exemple el va seguir la seva dona Axiòtea, els seus germans i les seves dones, de manera que va morir tota la família reial de Pafos.
S'ha trobat una moneda d'aquest sobirà amb la inscripció ΝΙΚΟΚΛΕΟΥΣ ΠΑΦΙΟΝ.